# نوربيرتو كلاوديو باوتيستا
نوربيرتو كلاوديو باوتيستا (بالإسبانية: Norberto Claudio Bautista)‏ هو لاعب كرة قدم أرجنتيني في مركز الدفاع، ولد في 30 ديسمبر 1940 في روساريو في الأرجنتين، وتوفي في 13 مايو 1987 في أرمينيا في كولومبيا. لعب مع روزاريو سنترال.

## وصلات خارجية
- نوربيرتو كلاوديو باوتيستا على موقع قاعدة بيانات كرة القدم.إي يو (الإنجليزية)
- نوربيرتو كلاوديو باوتيستا على موقع ناشيونال فوتبول تيمز (الإنجليزية)
- نوربيرتو كلاوديو باوتيستا على موقع عالم كرة القدم.نت (الإنجليزية)